# Prisăcani
Prisăcani é uma comuna romena localizada no distrito de Iaşi, na região de Moldávia. A comuna possui uma área de 59.99 km² e sua população era de 3505 habitantes segundo o censo de 2007.